# Christoph von Gemmingen
Christoph von Gemmingen (* 1571; † 1616 in Augsburg) war Dompropst in Augsburg.

## Leben
Er war ein Sohn des Liebenfelser Grundherrn Hans Christoph von Gemmingen (1544–1596) und der Margaretha von Jahrsdorf († 1591). Wie zahlreiche andere Angehörige seiner Familie trat er in fürstbischöflich-augsburgische Dienste, wo sein Onkel Johann Otto von Gemmingen von 1591 bis 1598 Fürstbischof war. Er wurde Dompropst in Augsburg. 1615 verlieh er gemeinsam mit dem Kapitel der Fürstpropstei Ellwangen dem Balthasar Heyden die Taverne und Schenkstatt in Hohenaltheim.
Er starb 1616 und wurde im Kreuzgang des Augsburger Doms bestattet. Sein Bruder Johann ließ ihm 1620 neben dem hinteren Chor der Domkirche einen besonderen Altar errichten und stiftete einen Jahrtag für ihn.